# Валери Попова
Вижте пояснителната страница за други личности с името Попова.
Валерѝ Попова е българска оперна певица – сопран. Майка е на оперната прима Александрина Пендачанска.

## Биография

### Произход и образование
Валери Попова е израснала в музикантско семейство – баща ѝ Саша Попов е бележит цигулков виртуоз и диригент, а майка ѝ Вера Даскалова е утвърдена пианистка и клавирна педагожка. По майчина линия прабаба ѝ Валерѝ Сципион Дюма-Даскалова е потомка на Александър Дюма-син, а прадядо ѝ Андрей Даскалов израства в семейството на дъщеря на Бачо Киро като доведено дете на съпруга ѝ от негов предишен брак.
От малка учи цигулка. Вокалните ѝ заложби се откриват още в Музикалното училище. В Българската държавна консерватория постъпва в класа на професор Христо Бръмбаров и още от самото начало дава заявка за една успешна певческа кариера. Като студентка печели редица награди от национални и международни вокални конкурси – първа награда на Общобългарското състезание за певци и инструменталисти, награда от фестивала „Пражка пролет“, от Хертогенбош (Холандия) и конкурса „Вервие“ (Белгия). За четири години печели седем отличия, като сред тях Валери Попова ценяла най-много наградите от Международния певчески конкурс в Париж и от Международния конкурс за млади оперни певци в София.

### Активни години
След дипломирането си Валери Попова е солистка в Пловдивската опера от 1970 г. Специализира в театър „Масимо“ в Палермо при Джина Чиня. Дебютът ѝ в България е на пловдивска сцена през 1973 г. с италианска трупа. Три години по-късно, през 1976 г., е солистка и в Софийската народна опера (днес Софийска опера и балет). Нейната ярка индивидуалност привлича вниманието на ръководството на Софийската опера и тя е поканена като щатен солист, където прави едни от най-хубавите си роли в оперното изкуство. Най-ярките ѝ роли на сцената в Софийската опера са в оперите „Травиата“, „Риголето“ на Верди, „Мефисто“ на Бойто, „Фауст“ на Гуно, „Сватбата на Фигаро“ и „Дон Жуан“ от Моцарт. Гастролира с голям успех във Франция – най-вече на световни оперни сцени – в Парижката Гран Опера, в оперите на Пучини „Тоска“, „Манон Леско“, „Мадам Бътерфлай“ и „Турандот“, а на сцената на „Ла Скала“ в Милано, в „Турандот“. Печели награди от международните конкурси в Прага, Хертогенбош Холандия, Вервие и Остенде Белгия, Париж и София. Известни нейни роли са „Фиордилиджи“ в Cosi fan tutte на Моцарт, на „Елизабет“ от Дон Карлос, на „Виолета“ в Травиата, на „Чо Чо Сан“ в Мадам Бътерфлай и „Леонора“ в Трубадур. Не по-малко бележити нейни участия са във „Вълшебната флейта“, „Сватбата на Фигаро“, „Манон Леско“ и „Травиата“.

### Международни изяви
В началото на кариерата си е лирично сопрано, но постепенно разширява репертоара си към драматични роли. През 1976 г. печели трета награда на конкурса „Борис Христов“. Изявява се повече в чужбина, отколкото в България. Има шест награди от международни конкурси. Пяла е в най-големите оперни театри по света – Гранд опера в Париж, Ла Скала Италия, Белгия, Англия, Болшой театър, Русия, чийто диригент изпраща своите специални благодарности, че такъв талант пее на сцената на поверения му театър.
Изявите ѝ са също в Канада, САЩ, Куба. Пяла е под диригентството на Лорин Мазел и Клаудио Абадо, който я кани да пее в „Ла Скала“, където тя участва в „Бътерфлай“, „Турандот“  и в две опери на Лучано Берио – един от най-известните съвременни композитори. Когато Абадо чува за първи път нейно изпълнение в „Концерт хаус“ във Виена през 1984 г., той става от дъното на залата, започва да ръкопляска и излиза на сцената да ѝ целуне ръка.
Дебютът и в „Ла Скала“ е през януари 1985 година в ролята на Лиу от „Турандот“ – партнират ѝ Ева Мартон в ролята на Турандот и Никола Мартинучи – Калаф. През същия период Валери Попова изпълнява ролята на Чо Чо Сан от „Мадам Бътерфлай“ под диригентството на Лорин Маазел, който я кани за световната премиера на операта „Един приятел“ на Лучано Берио в няколко последователни представления. Наречена е от италианската музикална критика „изключително белкантово откритие“.

### Късен период
Подписани са много договори за Париж, Милано, Хамбург и Токио, но се налага изявите ѝ да бъдат прекъснати поради заболяване. Преди да се сбогува окончателно със сцената, Валери Попова участва в „Реквием“ на Верди и Моцарт и в концерти със своята дъщеря Александрина Пендачанска. В последните си 14 години Валери Попова намалява концертните участия поради влошеното си здраве и се отдава на преподавателска дейност. Обучава ученици от Музикалното училище и преподава в Музикалната академия.

### Семейство
От първия си брак с Иван Пендачански, поп и рок изпълнител, по професия юрист, Валери Попова има една дъщеря – Александрина Пендачанска. Вторият ѝ брак е с диригента и вокален педагог Михаил Ангелов.

### Смърт
Умира на 3 октомври 2000 г. в София след тежко боледуване.

## Признание
Докоснала се до майсторството на най-добрите педагози, диригенти и музиканти, тя достига до перфектност в чисто музикалната си интерпретация и овладява до съвършенство вокалните си умения. Валери Попова до края на живота си преподава на младите певци своята мъдрост и знания. Световната музикална критика определя Валери Попова като „изключително белкантово откритие“. Един италиански критик пише: „Това е овладян до съвършенство музикален инструмент, превърнат от душевността на певицата в одухотворен, добър дух“. Тя е запомнена като красива, елегантна, много интелигентна жена с аристократично излъчване. Още съвсем млада певицата прави силно впечатление като интерпретатор, получава награди на множество международни конкурси. Бляскавата ѝ кариерата я отвежда до най-престижните световни сцени.
В спомени за Валери Попова по повод кончината ѝ голямата българска прима Гена Димитрова пише: „Още звучи в ушите ми нейното прекрасно изпълнение на Лиу в Миланската скала през пролетта на 1985 година. В препълнената зала по случай присъствието на Чарлз и Даяна аз бях сред публиката и целият ми възторг и възхищение бяха за Валери, която от сцената правеше чудеса. Единствена от многото сопрани, които бях слушала, с които бях пяла, тя изпълняваше безкрайно трудното Пучиниево piano – crescendo на финалите на ариите с плачещо красив, страдащо любящ тембър.“ А именитият наш диригент Руслан Райчев нескромно я допълва: „Великолепен музикант и чудесна певица, а заедно с Райна Кабаиванска и Гена Димитрова тя е една от трите български изпълнителки, която най-много е пяла по големите оперни сцени. С нея ме свързват десетки спектакли, които за дълго остават в паметта. Беше великолепна Тоска например, но за да изброя ролите ѝ, с които остава, трябва да изредя почти целия сопранов репертоар.“ 